# Ilaria Milazzo
Ilaria Milazzo (Canicattì, 7 maggio 1994) è una cestista italiana.
Playmaker-guardia di 172 cm, ha giocato due stagioni in Serie A1 con Priolo. Ha vestito anche la maglia dell'Italia under 18 e dell'Italia under 20.
Al termine della stagione 2023-2024, è in assoluto la cestista siciliana con più punti nella massima serie femminile con 2.432 punti in 246 presenze.

## Carriera

### Nei club
Ha giocato due anni nelle giovanili della Lazùr, con cui ha vinto il titolo nazionale Under-15. Passa quindi alla Trogylos Priolo e, dopo aver conquistato il torneo giovanile dei Giochi delle Isole nelle Azzorre con la rappresentativa siciliana, nel 2010 ha ricevuto il Premio Donia dalla FIP Sicilia.
Convocata due volte senza giocare nel 2009-10, la sua prima vera stagione senior è nel 2010-11, quando gioca in Serie B regionale con la Nuova Trogylos Priolo ed è tra le migliori giocatrici del campionato, tanto da vincere la classifica come miglior marcatrice del girone e rimane la giocatrice con la miglior media nella Serie B siciliana tra il 2006 e il 2020, con 25,9 punti a partita. Giudicata la più pronta del gruppo delle sue coetanee, rimane in prima squadra ed esordisce in Serie A1. In doppio tesseramento con l'Under-19 della Rainbow Catania, vince il campionato regionale in finale contro il Verga Palermo. Vince il titolo regionale Under-19 con la Rainbow e partecipa all'interzona anche nel 2012-2013. Nel maggio 2013 si è aggiudicata il premio Emanuele Molino come miglior cestista siciliana nata tra il 1994 e il 1997.
Quando Priolo ha dovuto ridimensionare le proprie ambizioni, Milazzo è diventata un elemento fondamentale del quintetto titolare in Serie A1.
Nella stagione 2014-15 subisce la rottura del crociato alla terza giornata di campionato, mentre milita nella Pallacanestro Femminile Umbertide. Salterà l'intera stagione. Nell'annata 2015-16, Ilaria ottiene il suo riscatto e contribuisce alla salvezza della sua squadra con ottime statistiche. Anche la stagione successiva, sempre ad Umbertide, apporta un grande contributo e la squadra umbertidese raggiunge la salvezza. Purtroppo il 10 marzo 2017, durante una sessione di allenamento al PalaMorandi di Umbertide, Ilaria ricade malamente dopo un tiro e si rompe il crociato anteriore del ginocchio sinistro.
Il 22 luglio 2017 firma per la Pallacanestro Torino, viene confermata per altre due stagioni vestendo i gradi di capitana.
Si è ritirata dalla pallacanestro giocata al termine della stagione 2023-2024.

### In Nazionale
Già riserva a casa dell'Italia under 16 nel 2010, nel giugno 2012 è nel gruppo delle sedici convocate dall'Italia under 18 in preparazione all'Europeo di categoria, che disputa registrando 5,8 punti (con il 50% da tre) in 11,3 minuti di media.
Nel 2013 il commissario tecnico Nino Molino la convoca per il raduno dell'Italia under 20 in vista degli Europei in Turchia. Ha vinto l'argento all'Europeo U20 2013 e il bronzo all'Europeo U20 2014.

## Statistiche
Dati aggiornati al 30 giugno 2013
| Stagione        | Squadra               | Competizione | Partite | Partite | Partite | Statistiche tiro | Statistiche tiro | Statistiche tiro | Altre statistiche | Altre statistiche | Altre statistiche | Altre statistiche | Altre statistiche |
| Stagione        | Squadra               | Competizione | Pres.   | Titol.  | Minuti  | Tiri da 2        | Tiri da 3        | Liberi           | Rimb.             | Assist            | Rubate            | Stopp.            | Punti             |
| --------------- | --------------------- | ------------ | ------- | ------- | ------- | ---------------- | ---------------- | ---------------- | ----------------- | ----------------- | ----------------- | ----------------- | ----------------- |
| 2010-2011       | Nuova Trogylos Priolo | Serie B2     | 16      | -       | -       | -                | -                | -                | -                 | -                 | -                 | -                 | 414               |
| 2011-2012       | Erg Priolo            | Serie A1     | 17      | 1       | 249     | 12/43            | 4/20             | 9/11             | 14                | 8                 | 7                 | 0                 | 45                |
| 2012-2013       | Isab Energy Priolo    | Serie A1     | 21      | 0       | 306     | 26/64            | 13/29            | 9/9              | 18                | 9                 | 8                 | 0                 | 100               |
| 2013-2014       | Bricocenter Priolo    | Serie A1     | 21      | 21      | 757     | 65/163           | 31/105           | 60/68            | 55                | 33                | 47                | 0                 | 283               |
| Totale carriera |                       |              |         |         |         |                  |                  |                  |                   |                   |                   |                   |                   |

## Palmarès
- Campionato italiano Under-15: 1
Lazùr Catania: 2007-2008
- Giochi delle Isole: 1
Rappresentativa siciliana: 2010